# Disracha
Disracha är ett släkte av fjärilar. Disracha ingår i familjen tandspinnare.
Kladogram enligt Catalogue of Life:
| Disracha | \| \| Disracha persimilis \| \| \| \| \| \| Disracha synceros \| \| \| \| |
|          | \| \| Disracha persimilis \| \| \| \| \| \| Disracha synceros \| \| \| \| |
|          | Disracha persimilis                                                       |
|          |                                                                           |
|          | Disracha synceros                                                         |
|          |                                                                           |